# Archer (önjáró löveg)
Az Archer 155 milliméteres önjáró löveg, amelyet a svéd BAE Systems Bofors fejleszt és gyárt. Az Archer egy automata töltő rendszerrel ellátott FH77 típusú L/52 csőhosszúságú löveg, amelyet először Volvo A30D tehergépjárműre telepítettek. 2024-ben jelent meg a  Rheinmetall HX2 8×8 járműre telepített változata. Az önjáró löveg 21 lövedéket vihet magával és 3 fős személyzet is elegendő az üzemeltetéséhez. A löveg nem körbeforgatható: jobbra is és balra is 85 fokban téríthető csak ki. A löveg tűzgyorsasága 75 lövés óránként, maximális lőtávolsága 30 km hagyományos lőszerrel, 40 km Base bleed (gázgenerátorral szerelt) lőszerrel. Az Archert a svéd, a brit és az ukrán haderő rendszeresítette. A svéd haderő 72 darabot vett át.

## Rendszeresítők
- Ukrajna – Svédország 8 darabot szállított katonai segélyként Ukrajnának 2023 novemberében.[3] A lövegeket a 45. önálló tüzérdandárnál állították szolgálatba.[4]

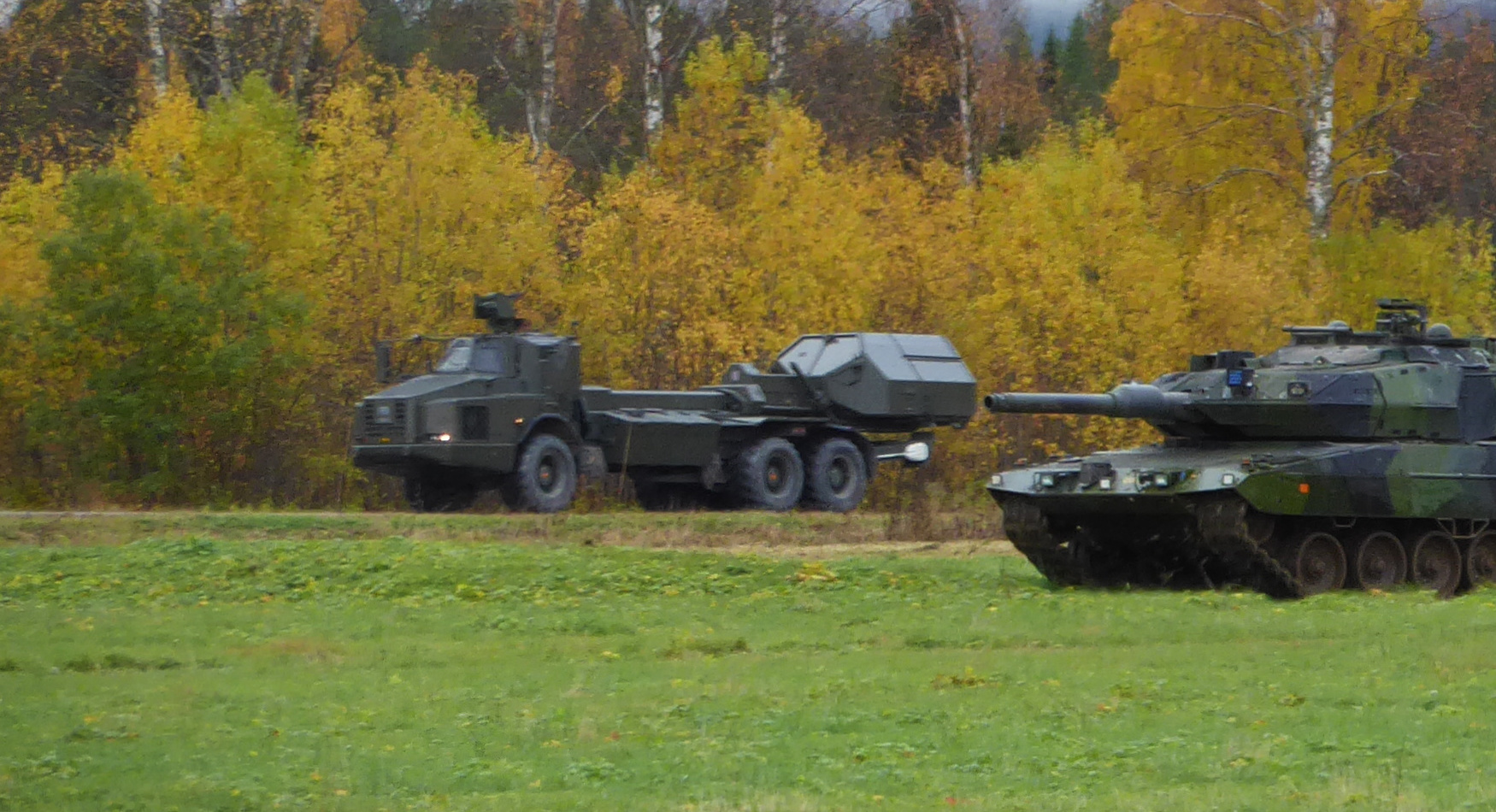
Archer gyakorlaton
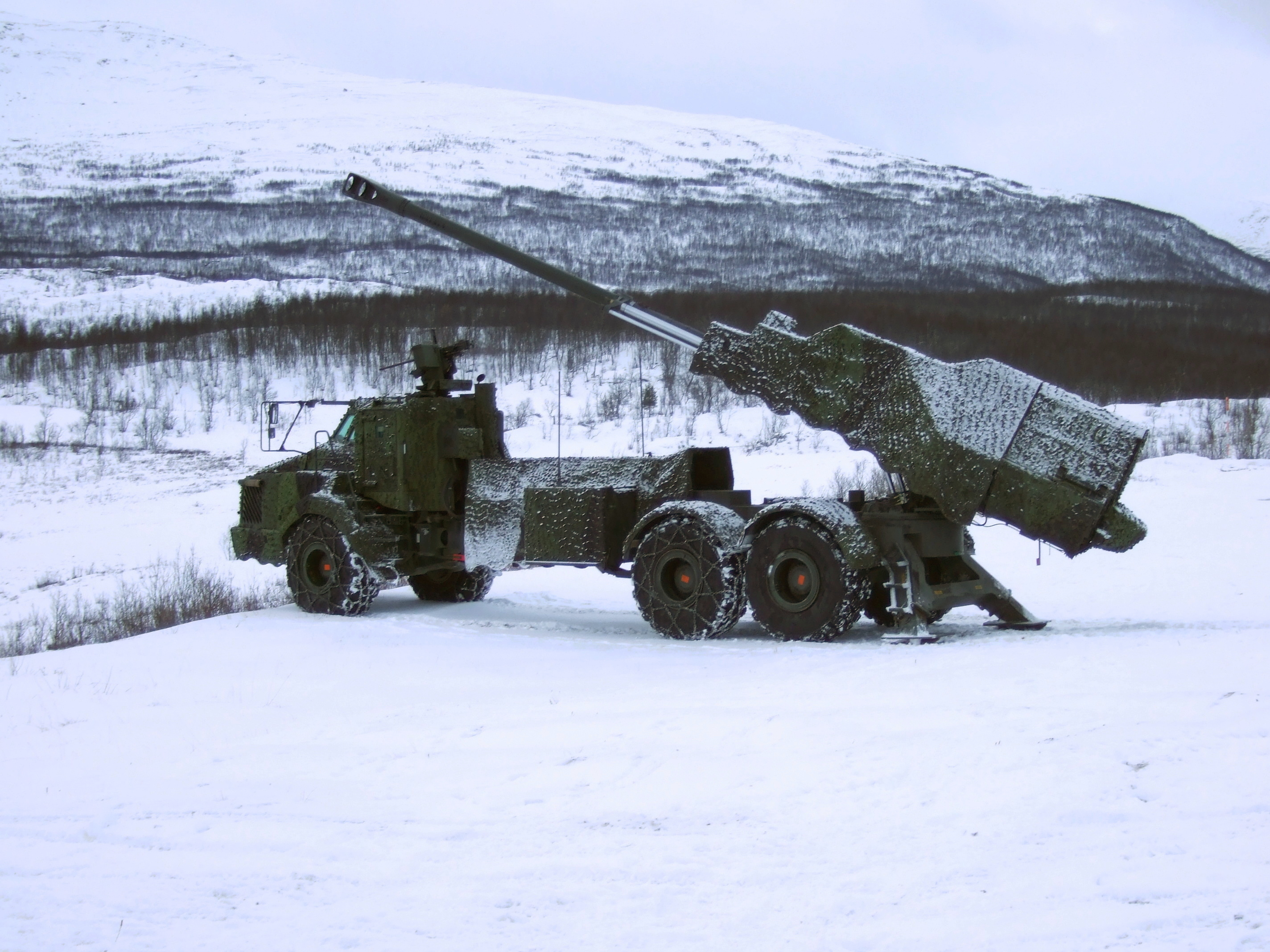